# Mouss & Boubidi
"Mouss & Boubidi" é uma animação francesa produzida pelo estúdio Gaumont com 51 episódios de um minuto cada, no Brasil estreou no dia 26 de novembro no canal Gloob, no intervalo de "Detetives do Prédio Azul".

## Sinopse
A animação conta a história de Take Mouss, um garoto preguiçoso e descontraído de oito anos, que mora em uma ilha do oceano Pacífico. Add Boubidi é uma morsa completamente louca dos Mares do Sul, Juntos os amigos inseparáveis vão tentar aprender alguns esportes praticados na praia, conhecer alguns habitantes do fundo do mar e da selva, e ainda, se divertir cantando e dançando, suas aventuras sempre acabam em risadas e suco Moko.